# 清水崑
清水 崑（しみず こん、1912年〈大正元年〉9月22日 - 1974年〈昭和49年〉3月27日）は、日本の漫画家。長崎県長崎市出身。本名は清水 幸雄（しみず ゆきお）。

## 略歴

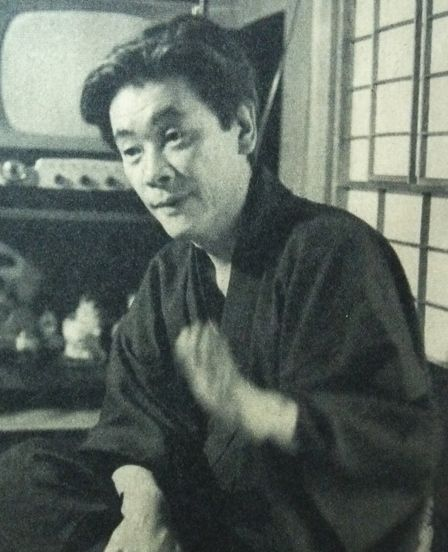
1955年

長崎県長崎市銭座町（現在の天神町）出身。旧制長崎市立商業高校（現在の長崎市立長崎商業高等学校）を卒業後上京、似顔絵描きをしながら絵の修行をする。その後横山隆一・近藤日出造らの新漫画派集団（のちの漫画集団）に参加、1935年、新青年に『東京千一夜物語』を連載。同作はヒットし、内田吐夢監督によって映画化された。
戦後、「新夕刊」の政治漫画を担当したのち、朝日新聞社の嘱託となる。時の吉田茂首相の風刺画で人気を博し、サンフランシスコ講和会議には全権団の取材に派遣され、連日文章つきで漫画の見聞録を送る。また日本ニュースでは「漫画の頁」という風刺コーナーを与えられ、執筆風景も含めてニュース映画に題材を提供した。
1953年からは週刊朝日で『かっぱ天国』を連載、黄桜酒造（2006年10月から黄桜に社名変更）社長・松本司郎の目に留まり1955年から同社の初代キャラクターとして採用された。また同年にはカルビーの「かっぱあられ」に代表される菓子広告も手がけるようになり、「かっぱえびせん」の商品名の由来となった。さらに、1959年からは 都民の日（10月1日）に都営施設へ無料で入れる「カッパバッジ」をデザインした。
1974年、肋膜炎のため61歳で没した。「かっぱ」のキャラクターデザインの担当は小島功に引き継がれた。

## 人物
- 妻は歌人の清水恒子。恒子は俳人・石橋秀野（山本健吉夫人）の妹で、秀野と恒子は共に同じ文化学院で学んだ。姉妹の父・藪猶太郎は短歌や俳句をたしなむ多趣味人であったが、相次ぐ事業の失敗で婚家の藪家を没落させ、最期は六女の恒子が嫁いだ清水崑の自宅で亡くなった[3]。
- 1953年3月はじめに、小説家の火野葦平の『河童』の装丁を描くことになり、出版社の編集者と一緒に打ち合わせのために訪問し、その場で二人は意気投合したという[4]。
- 母校長崎市立銭座小学校に「なかよし」と称したかっぱの壁画がある。
- 林家木久扇は弟子の一人で、時代劇漫画を描いていた為、漫画を描きながら月形龍之介・嵐寛寿郎等往年の時代俳優の物真似をしていたら清水が「面白い喋りをしている。お前、芸人になった方が良い。一人芸の基礎は落語だから」という理由から3代目桂三木助に紹介した（その後三木助が亡くなり、8代目林家正蔵門下となった）。上述のように、河童の漫画で一世を風靡しているが、林家木久扇のネタのひとつ「河童」がこれに関係しているかは定かではない（ただし、「笑点」の2011年の長崎県での地方収録の際、大喜利の挨拶の中で、「清水崑先生を偲んで」と銘打ち、河童ネタを披露している）。また、木久扇が真打昇進した際には、その祝いとして、河童の絵を描いて贈った。
- 映画監督の市川崑は清水の大ファンで、旧名の「儀一」から「崑」に改名したのも清水の影響だと言われている。

## 作品

### 漫画単行本・作品集
- 七ツノオハナシ（協栄出版 1943年）
  - 再刊（漫画社 1944年）
- のんきな水滸伝（大元社 1946年）
- 漫画むかしばなし（銀星閣 1948年）
- アラビアンナイト のらくらアブー（光文社 1948年）
- 政界漫画帖（ニュース社 1949年）
- グリムマンガ のんびり小僧の大旅行（子供マンガ新聞社 1949年）
- 王さん（新日本教育文化研究所 1949年）
- かっぱ川太郎
  - （朝日新聞社 1952年）
  - 1 - 3（河出書房 1954年）
- 少年少女漫画集 1 - 3（河出書房 1953年）
- 子守の合唱（東峰書房 1955年）
- かっぱ天国
  - 1 - 3（東峰書房 1955年 - 1956年）
  - （小学館文庫 1977年）
  - かっぱ天国 愛蔵版漫画集 （清水梢太郎編 らくだ出版 1993年）
- 新絵本太閤記（垂水書房 1958年） ※絵物語
- 現代漫画 第2期2巻 清水崑集（鶴見俊輔・佐藤忠男・北杜夫共編 筑摩書房 1971年）
- 女かっぱ二十態（求竜堂 1971年）
- 吉田茂諷刺漫画集（吉田茂記念事業財団編 原書房 1989年）
  - 再刊（吉田茂国際基金発行・中央公論新社販売 2005年）

### 随筆集
- 風船を揚げる 宣撫漫画家の手記（映画出版社 1942年）
- 筆をかついで（創元社 1951年）
- 続・筆をかついで 月は東に日は西に （創元社 1952年）
- 木馬の嘶き（創元社 1954年）
- 一筆対面（東峰書房 1957年）
- 人物花壇 好きなもの（講談社 1958年）
- 狐音句集（永田書房 1975年）

### 小説
- 加寿天羅甚左（巌松堂 1961年）

### 絵本
- 輝く陸軍（高井貞二・近藤日出造共著 帝国教育出版部 1941年）
- オサルノエウチヱン（松葉重庸文 帝国教育出版部 1941年）
  - 再刊（ほるぷ出版 1978年）
- カケストカシノミ（平井良昌文 日本絵雑誌社 1942年）
- コグマトミツバチ（浜田広介文 博文館 1942年）
- 支那ノオトモダチ（薮恒子文 博文館 1943年）
- キリガミヱホン（横山トミ文 博文館 1943年）
- 絵噺 さるのゑんちゃん（佐藤義美文 法令館榎本書店 1944年）
- むかしむかし（教養社 1948年）
- マンガグリム しょうじきハンス（講談社 1948年）
- ふしぎなたいこ（石井桃子文 岩波書店 1953年）
- かにむかし（木下順二文 岩波書店 1959年）
- ぼんやり山のぼんたろう（学習研究社 1972年）
- まいごくじらとぼんたろう（学習研究社 1973年）
- ワンコがニャン（北畠八穂文 ポプラ社 1973年）

### イラスト
- 国分一太郎『戦地の子供』（中央公論社 1940年）
- ヴィルドラック/石川湧訳『ライオンのめがね』（中央公論社 1941年）
  - 再刊（学習研究社 1971年）
- 森三郎『昔の笑いばなし』（中央公論社 1942年）
- 光吉夏弥『支那の夜ばなし 龍王の珠』（実業之日本社 1943年）
- 稲垣史生『東亜の友だち』（帝国教育会出版部 1943年）
- 久保田宵二『童謡集 林檎籠』（新泉社 1946年）
- 松村武雄『昔話玉手箱 名作物語』（光文社 1948年）
- 実藤恵秀『瘤仙人』（友愛文庫 1948年）
- 坪田譲治『沢右衛門どんのうなぎ釣り』（光文社 1948年）
- サトウハチロー『バットをにぎれば』（講談社 1948年）
- ビュルゲル（英語版）/塩谷太郎訳『全訳 ほらふき男爵』（アソカ書房 1948年）
- 青木茂『腕白物語 三太武勇伝』（光文社 1948年）
- 与田準一『ころちゃんとオートバイ』（国民図書刊行会 1948年）
- 須川邦彦『象をたずねて（講談社 1949年）
- 火野葦平『河童』（早川書房 1949年）
- 火野葦平『河童曼陀羅』（四季社 1957年）
- 上田学而訳『金瓶梅』1 - 4（人物往来社 1967年）
- バルザック/白川宣力訳『風流滑稽譚』1 - 3（人物往来社 1967年）
- 椋鳩十編『ほらふきうそつきものがたり』（童心社 1973年）
- 椋鳩十『白いなみ白いなみイルカが行く』（フレーベル館 1973年）

雑誌の挿絵
- 大阪圭吉「6か月連続掲載短編作品」（新青年 1936年7月号 - 12月号） - 『三狂人』『白妖』『あやつり裁判』『銀座幽霊』『動かぬ鯨群』『寒の夜晴れ』
- 今東光『河内カルメン』（アサヒ芸能 1964年 - 1965年）

## 長崎市清水崑展示館
2001年（平成13年）11月1日、長崎市指定史跡「中の茶屋」（長崎市中小島1丁目4番2号）内に清水の個人美術館「長崎市清水崑展示館」が開設された。
2022年9月30日、長崎市は、当館に所蔵する遺族などから寄贈された原画など約3600点のうち約2000点をデジタルデータ化し、詳しい目録を作成する予定であることを表明した。

### 交通アクセス
- 長崎電気軌道 思案橋停留場 徒歩10分[8]
- 長崎バス 思案橋バス停 徒歩10分[8]

## 清水崑を演じた俳優
- 柄本明：BS笑点ドラマスペシャル 初代林家木久蔵（2020年・BS日テレ）